# Alchemilla sibirica
Alchemilla sibirica är en rosväxtart som beskrevs av Zamels. Alchemilla sibirica ingår i släktet daggkåpor, och familjen rosväxter. Inga underarter finns listade i Catalogue of Life.